# Ptilichthys goodei
Ptilichthys goodei (Bean, 1881) è un pesce osseo marino unico appartenente alla famiglia Ptilichthyidae.

## Distribuzione e habitat
Questa specie è diffusa nel Pacifico settentrionale, dall'Alaska al Giappone, isole Curili, Stretto di Bering e mare di Okhotsk compresi. Popola le acque comprese tra 0 e 350 metri di profondità su fondi fangosi e sabbiosi nei quali si infossa. Di giorno è presente a basse profondità mentre durante la notte si avvicina alla superficie in cerca di cibo.

## Descrizione
Questo pesce ha un aspetto che può ricordare una penna di uccello; ha corpo estremamente allungato e sottile, vermiforme, con testa molto piccola. Le pinne dorsale e anale sono alte e lunghe, confluiscono all'estremità posteriore del corpo con la piccola pinna caudale; le pinne ventrali mancano del tutto, le pinne pettorali sono piccole e rotondeggianti. scaglie molto piccole che non coprono tutto il corpo e mancano su ampie aree. É presente un solo paio di narici. La linea laterale è presente in parte solo sulla testa, assente sul tronco. Vescica natatoria assente. La colorazione varia da giallo aranciato a verdastro a grigio con una fascia scura longitudinale. Il pesce ha un aspetto traslucido.
Misura fino a 40 cm, normalmente non supera i 15,5 cm.

## Biologia
Pressoché ignota.

### Predatori
È stato trovato nello stomaco del salmone argentato.